# Innervillgraten
Innervillgraten är en ort och kommun i distriktet Lienz i förbundslandet Tyrolen i Österrike. Kommunen gränsar i väster och söder till Sydtyrolen i Italien. 